# Ca n'Escardona
Ca n'Escardona és una propietat rural de Santa Maria del Camí, Mallorca. Està situada en el límit del terme amb Marratxí, amb la Serra de Son Maiol, prop d'es Coscolls i Son Ganxo, Can Millo, Can Barona i Son Pedro a Santa Maria. Confronta amb el Camí de Muro (anomenat en aquest tram Camí des Pou des Coll) i amb el Camí de Son Ganxo. Hi ha unes cases, probablement del s. XIX, que serveixen de residència als propietaris. Actualment és un casal reformat amb una extensió d'aproximadament 7 ha.